# 26924 Johnharvey
26924 Johnharvey este un asteroid din centura principală de asteroizi.

## Descriere
26924 Johnharvey este un asteroid din centura principală de asteroizi. A fost descoperit pe 30 decembrie 1996 la Goodricke-Pigott de Roy A. Tucker. Asteroidul prezintă o orbită caracterizată de o semiaxă mare de 3,06 ua, o excentricitate de 0,15 și o înclinație de 10,9° în raport cu ecliptica.